# Битва при Майванді

Битва при Майванді (англ. The Battle of Maiwand, дарі نبرد میوند, пушту د ميوند جگړه) — одна з найголовніших битв, яка відбулася в ході Другої англо-афганської війни 27 липня 1880 року. В ній перемогли афганці, проте перемога їхня була пірровою.

## Напередодні

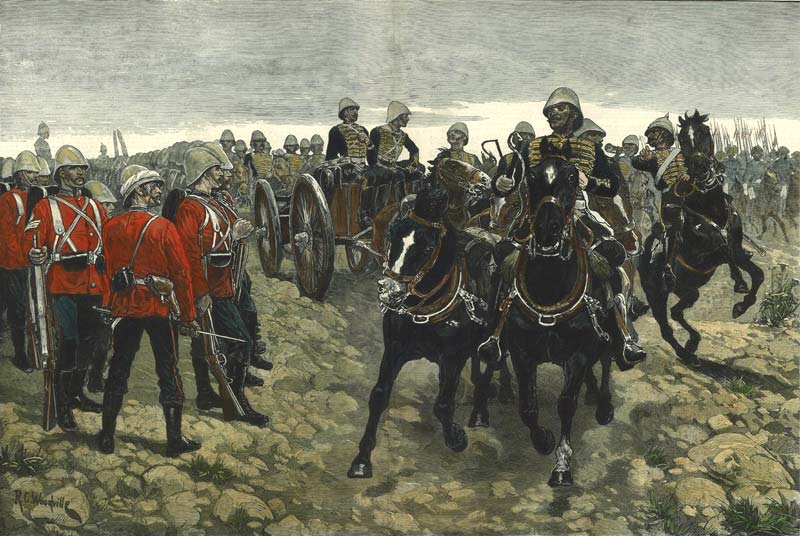
Королівська кінна артилерія та 66-й полк напередодні Майвандської битви

Війська Британської імперії невпинно просувалися по території Афганістану і розгромили афганських ополченців у битвах під аль-Масудом, Ахмед-Хелем, Кабулом, Пейвар-Коталом та в інших.
У липні 1880 року англійські передові частини, до яких входив і відомий 66-й Беркширський піхотний полк (полковник Дж. Гарблайт), були відправлені на допомогу правителю Кандагарської області, де мали знищити бунтівників.
Після цього шість полків та батарея під командуванням бригадних генералів Барровса та Наттала (кавалерія) виступили проти військ брата нещодавно скинутого правителя Кандагару Якуб-хана Айюб-хана, мета яких була заволодіти Кабулом.

## Битва

Остання битва 66-го полку

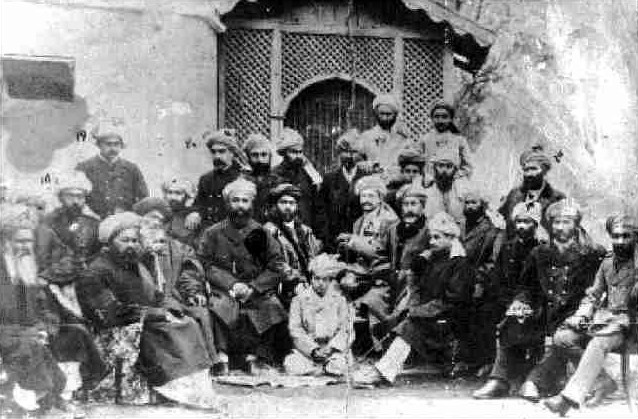
Афганські командири після битви

Битва при Майванді відбулася 27 липня 1880 року. Британські війська, намагаючись запобігти захопленню міста Газні афганськими військами Айюб-хана, атакували афганців в районі села Майванд. Англійські частини зустріли сильний опір супротивника і були майже повністю оточені. Британська артилерія не змогла ефективно відбити атаки афганців через сильну нестачу боєприпасів, які невдовзі зовсім скінчилися. Через все це генерал Барровс ухвалив рішення про негайний відступ.
Відхід правого флангу залишилося прикрити 11 чоловік (дев'ять рядових бійців та двоє офіцерів) з 66-го полку. Вони мужньо відбивали атаки супротивника, а коли закінчилися набої солдати кинулися в багнетну атаку. Невдовзі всіх їх було вбито.
Англійські частини, яким вдалося прорватися крізь кільце афганських військ, відступили до Кандагару.

## Втрати
Англійські війська втратили більш ніж 969 бійців вбитими та 177 пораненими. Серед вбитих нараховувався 21 офіцер.
Афганські війська втратили від 2050 до 2750 чоловік. Близько 1500 ополченців було поранено.

## Наслідки
Місто Кандагар, де знаходилися залишки британських частин, які брали участь в битві при Майванді, було взяте в облогу афганськими військами. Її було знято лише 1 вересня 1880 року британським та сикхським військом на чолі з генералом Фредеріком Робертсом, котрий зробив форсований марш на 500 км, розгромив і змусив відступити армію Айюб-хана.

## Цікаві факти
- Собака Боббі, господарем якої був сержант Келлі, отримала медаль «За Афганську війну» від королеви Вікторії за те, що брала участь у Майвандській битві.
- Доктор Вотсон, літературний персонаж із серії про слідчого Шерлока Холмса, воював в Афганістані, в 66-му полку і брав участь у Майвандській битві.